# Kanton Tartas-Est
Kanton Tartas-Est (francouzsky Canton de Tartas-Est) je francouzský kanton v departementu Landes v regionu Akvitánie. Tvoří ho osm obcí.

## Obce kantonu
- Audon
- Carcarès-Sainte-Croix
- Gouts
- Lamothe
- Le Leuy
- Meilhan
- Souprosse
- Tartas (východní část)